# Mundra
Mundra è una suddivisione dell'India, classificata come census town, di 12.931 abitanti, situata nel distretto del Kutch, nello stato federato del Gujarat. In base al numero di abitanti la città rientra nella classe IV (da 10.000 a 19.999 persone).

## Geografia fisica
La città è situata a 22° 51' 0 N e 69° 43' 60 E e ha un'altitudine di 13 m s.l.m..

## Società

### Evoluzione demografica
Al censimento del 2001 la popolazione di Mundra assommava a 12.931 persone, delle quali 6.650 maschi e 6.281 femmine, per un totale di 2.680 nuclei familiari.